# Hindoestaanse muziek

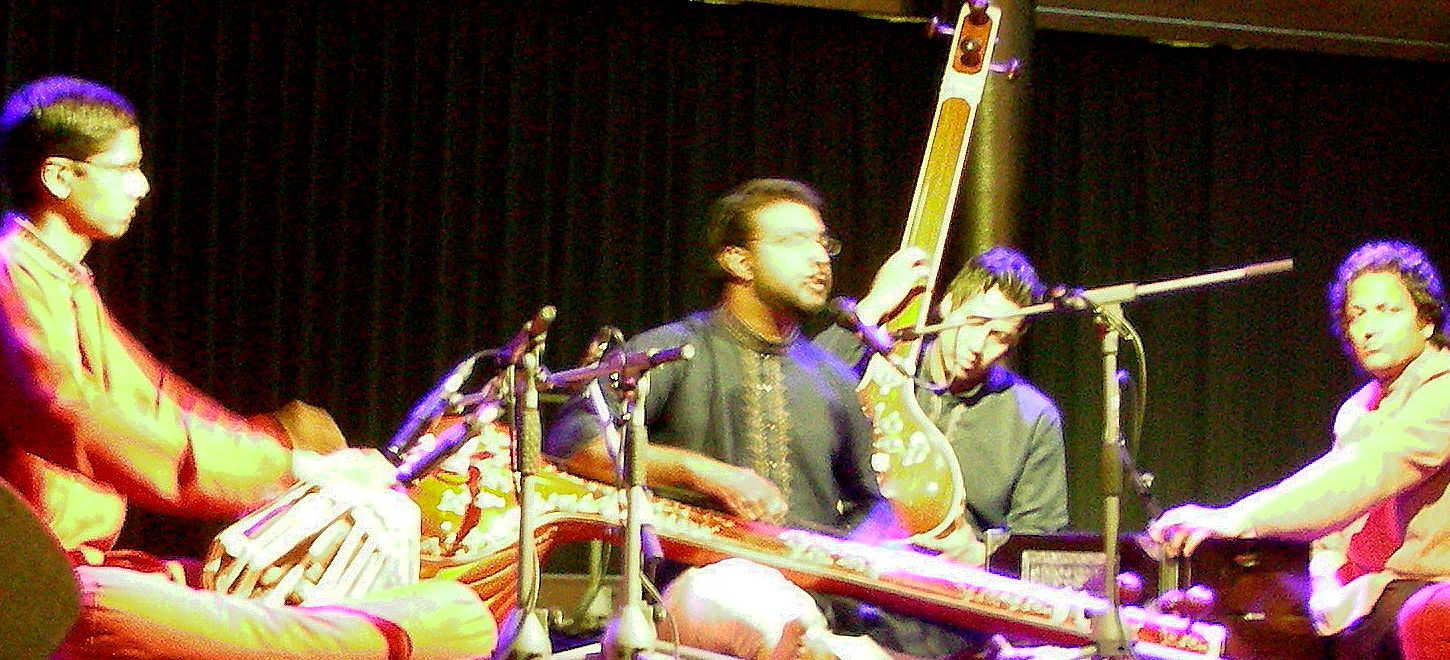
Dhrupad concert in het WMDC. V.l.n.r. de tabla, de zanger met tampura, daarachter de tweede tampura, rechts het Indiase harmonium, dat de zang heterofoon begeleidt.

De Hindoestaanse muziek, ofwel Noord-Indiase klassieke muziek, wordt traditioneel beoefend in een groot gebied, dat zich uitstrekt over de tegenwoordige landen Bangladesh, Noord-India, Pakistan en zelfs Afghanistan. De term hindoestaanse muziek is weliswaar gebruikelijk, maar verwarrend, omdat deze muziek door zowel hindoes als moslims wordt beoefend, en bovendien een versmelting van meer dan beide culturen is.
In Nederland staat de term nog enigszins ter discussie, aangezien hier het woord Hindoestaans de verwarrende associatie met Suriname, en niet in de eerste plaats India, oproept.
Het Rotterdams Conservatorium biedt een aantal opleidingen in de Hindoestaanse muziek.

## Raga
Raga (spreek uit: raag) is het basisbegrip van een compositie in de Indiase muziek, zowel in de Hindoestaanse als in de Carnatische muziek. In de Hindoestaanse muziek wordt een raga meestal allereerst beschreven door middel van een toonladder, die stijgend arohana anders kan verlopen dan dalend avarohana. Dit systeem van thaats is verwant aan (want historisch beïnvloed door) de Arabische Maqam en de Perzische Dastgah.
Naast dat de toonladder een kenmerkend gegeven is, zijn er ook bepaalde tonen, die een speciale rol hebben, zoals de vadi en de samvadi, respectievelijk: de belangrijkste en de op een na belangrijkste toon. De overige tonen van een raga heten anuvadi. De in een bepaalde raga niet toegestane tonen heten vivadi.
Raga kan worden omschreven als een specifieke melodische structuur, die weliswaar te beschrijven is, maar in zijn volledigheid niet op schrift is vast te leggen.
Zie ook:
Hindoestaanse muzieknotatie
Voor de basistoonladder zie: Stemming (muziek)
Voor een completer overzicht, zie: Lijst van Hindoestaanse raga's

## Tala
Tala (spreek uit: taal) is het basisbegrip voor een ritmische cyclus in zowel de Hindoestaanse als in de Carnatische muziek, per traditie zijn er echter zeer verschillende talas, en bovendien verschillende instrumenten die de tala spelen.
Er bestaan cycli van minimaal 6 matras (tellen), tot en met een maximum van 16 matras. Elke matra heeft zijn eigen, specifieke klank, of bol.
In de Hindoestaanse muziek is de tabla verreweg het meest gebruikelijk, soms komt men ook de pakhavaj tegen (met name in de Dhrupad stijl). Deze instrumenten kunnen een veelvoud aan verschillende bols (spreek uit: bools) voortbrengen.
Voor een completer overzicht, zie: Lijst van Hindoestaanse tala's.

## Rasa
Rasa betekent de gemoedstoestand, die bij een bepaalde raga hoort. In de meeste Hindoestaanse kunst maakt men gebruik van de rasas, bijvoorbeeld ook in de dans en de schilderkunst.
Er worden over het algemeen 10 rasas gehanteerd, een soort equivalent voor de Europese affectenleer.

## Instrumenten
De historische basis van de Indiase muziek ligt in een vocale traditie: de zanger(es) was de belangrijkste solist. In de loop van de 20e eeuw is het belang van de instrumentale muziek enorm toegenomen.
In de Indiase muziek is de sitar ongetwijfeld het meest bekend en populair, met name door de bekendheid van Ravi Shankar.

Andere snaarinstrumenten in deze muziek zijn onder andere:
- Rudra Veena
- Santoor
- Sarangi
- Sarod
- Surbahar
- Sursringar
- Tanpura (begeleidingsinstrument)
- Viool (de westerse viool, maar anders gehanteerd)

Blaasinstrumenten in de Hindoestaanse muziek zijn:
- Bansuri
- Shenai

## Vormopbouw
Een uitvoering van een raga zal zich altijd van langzaam (begin) en aritmisch, naar een snel (extatisch slot) bewegen, en kan worden opgebouwd uit de volgende vormdelen bij instrumentale muziek, of een keuze daaruit:
- Alap
- Jor
- Jhala
- Gat

Bij vocale muziek (Khyal):
- Alap
- Bandish, cheez or gat
- Taan, bol-baant, bol-taans
- Sargam (soms)
- Taranas, Thumris of Tappas worden soms gebruikt om een khyal af te ronden.

## Stijlen
Er wordt in de Hindoestaanse muziek onderscheid gemaakt tussen de volgende muzikale vormen, gerangschikt, van zwaar (ernstig) naar licht (minder ernstig) met een voorbeeld van een uitmuntende opname:
- Dhrupad Moinuddin en Aminuddin Dagar (Senior Dagar bros): Ana Sunai  in raga Asavari
- Khyal Kesarbai Kerkar: Jaat Kahan Ho in raga Bhairavi  (Voyager Golden Record)
- Thumri K.L. Saigal: Babul Mora Naihar Chhooto Hi Jaaye ( Nawab Wajid Ali Shah) in raga Bhairav
- Dhun Kumar Gandharva: Bachale Mori Maan in raga Madha Suraja
- Gazal Faiyyaz Khan: Pee Ke Ham Tum Jo Chale Jhoomte Mai Khaane Se
- Bhajan Omkarnath Thakur: Jogi Mat Jaa (Meera Bai) in raga Bhairavi

## Belangrijke musici
Samengesteld uit de collectie van een rasika (liefhebber klassieke Indiase muziek) van bestaande opnames van 1904 tot heden (2019).
Abdub Aziz Khan -
Abdul Karim Khan -
Abdul Rashid Khan -
Ahmad Jan Thirakhwa -
Alathur Brothers -
Ali Akbar Khan -
Alladino Khan -
Altaf Hussain Khan -
Aman Ali Khan -
Amanat Ali Khan -
Amanat Ali Khan -
Amanat Khan Of Dewas -
Amanat Khan Of Dewas -
Amanatali-Nurjahan -
Amar Lal -
Amarnath -
Amir Khan (zanger) -
Anandbuwa Limaye -
Anandrao Limaye -
Anant Manohar Joshi (Antubuwa) -
Angurbala Devi -
Anjanibai Lolekar -
Anjanibai Malpekar -
Antubuw Joshi -
Antubuwa Joshi -
Arati Ankalikartikekar -
Arti Ankalikar Raga -
Asad Ali Khan -
Asghari Bai -
Ashiq Ali KHan -
Ashwini Bhide Deshpande -
Aslam Hussain Khan -
Ata Hussain Khan -
Azambai Of Kolhapur -
Azmat Hussain Khan -
B.R. Deodhar -
Bade Gulam Ali Khan -
Bade Mubarak Ali Khan -
Badi Moti Bai -
Bai Jee Shankar Bai, Of Hyderabad -
Bai Ji Siddheshwari -
Ba’i Ji Sunder’a Ba’i Of Pune -
Bal Gandharva -
Balabai Kale -
Balamurali Krishna -
Balasaheb Poochwale -
Balkrishnabuwa Kapileshwari -
Balwantrai Bhatt -
Bande Hussain Khan -
Banubai Latkar Aka Saraswati Mirajkar -
Barkat Ali Khan -
Basavraj Rajguru -
Begum Akhtar -
Begum Zahida Parveen -
BeHre Buwa -
Bhai Lal Amritsari -
Bhimsen Joshi -
Bidaram Krishnappa -
Bismillah Khan -
Bundu Khan -
C.R. Vyas -
Chand Khan -
Chidanand Nagarkar -
D.V. Paluskar -
D.V. Kanebua -
Dagar Brothers -
Dattatreya Rama Rao Parvatikar -
Dhondutai Kulkarni -
Dilip Chandra Vedi -
Dinkar Kaikini -
Dinkarrao Deshpande -
D.K. Pattammal -
Emayet Khan -
Faheem Mazhar -
Faiyaz Hussain Khan -
Faiyyaz Khan -
Farida Khanum -
Fateh Ali Khan -
Fayyaz Khan -
Firoz Dastur -
G. Jaipurwale -
G. P. Nagarkar -
G.Jaipurwale -
Gajananbua Joshi -
Gangubai Hangal -
Ganpatbuwa BehRe -
Ganpatrao Dewaskar -
Gauhar Jan -
Ghulam Hussain Shaggan -
Ghulam Mustafa Khan -
Ghulam Taqi Khan -
Girija Devi -
Govindrao Tembe -
Gundecha Brothers -
Habib Ali Khan -
Hafiz Ahmed Khan -
Hira Devi Mishra -
Hirabai Barodekar -
Hiradevi Mishra -
Husanlal -
Imrat Hussain Khan -
Indra Wadkar -
Indubala -
Jaddan Bai -
Jagannathbuwa Purohit (Gunidas) -
Janki Bai Of Allahabad -
Jayateerth Mevundi -
Jitendra Abhisekhi -
Jnan Prakash Ghosh -
Jyotsna Bhole -
K. G. Ginde -
Kalapini Komkali -
Kanika Bandyopadhyay -
Kartick Kumar -
Kashi Ba’i Of Kervar (Kervarkarin) 1904 -
Kashi Ba’i Of Varanasi 1922 -
Kashinath Bodas -
Kausalya Manjeshwar -
Kaushiki Chakrabarty -
Kauslyaji Manjeshwar Jaipur -
Kesarbai Kerkar -
Khadim Hussain Khan -
Khaprumama Parvatkar -
Kishori Amonkar -
Krishnarao Ganesh Phulambrikar -
Krishnarao Shankir Pandit -
Kumar Gandharva -
Lakshmi Shankar -
Lakshmibai Jadhav -
Lalith Rao -
Lalmani Misra -
Latafat Hussain Khan -
Laxmanprasad Jaipurwale -
Laxmi Bai Of Baroda -
Laxmibai Jadhav -
Majeed Khan -
Malabika Kanan -
Malini Rajurkar -
Malk’a Jaan Of Gayaa -
Mallikarjun MaNsur -
Manahar Barve -
Mani Prasad -
Manik Varma -
Manjiri Asnare -
Mashqoor Ali Khan -
Masit Khan -
Master Krishnarao -
Mirashi Buwa -
Miskin Khan -
Mogubai Kurdikar -
Mohammad Bandi -
Mohammad Hussain Khan Sarahang -
Moinuddin Dagar -
Moinuddin En Aminuddin Dagar -
Mukul Shivputra -
Munawar Ali Khan -
Mushtaq Hussain Khan -
N. Ramani -
N. Zahiruddin En N. Faiyazuddin Dagar -
Nachiketa Sharma -
Naina Devi (muzikant) -
Narayanrao Vyas -
Narendra Kanekar -
Naseer-Uddin Saami -
Nathu Khan -
Neyyattinkara Vasudevan -
Nikhil Banerjee -
Nikhil Ghosh -
Nimai Chand Boral -
Nissar Hussein Khan -
Nivruttibuwa Sarnaik -
Omkarnath Thakur -
Padmavati Gokhale -
Padmavati Shaligram -
Panchakshari Mattigatti -
Pandit Jasraj -
Pannalal Ghosh -
Parveen Sultana -
Prabhudev Sardar -
Pran Nath -
Pratap Narayan Pandit -
Purna Kumari Dasi -
R. Fahimuddin Dagar -
Raghunandan Panshikar -
Rahimat Khan -
Rahimuddin Khan Dagar -
Rahmat Khan -
Raja Chhatrapti Singh -
Rajab Ali Khan -
Rajrani Durgabai -
Rajshekhar Mansur -
Ram Chatur Mallick -
Ram Marathe -
Ramashreya Jha -
Ramkrishna Bua Vaze -
Ramnarain -
Ramzan Khan -
Rasiklal Andharia -
Rasloolan Bai -
Ratanjakarbuwa -
Ratnakant Ramnathkar -
Ratnakar Pai -
Ravi Shankar -
Roshanara Begum -
S.N.Ratanjankar -
Sabri Khan -
Salamakat En Nazakat Ali Khan -
Sandhya Mukherjee -
Sarasvatibai Mirajkar -
Saraswatibai Rani -
Sardarbai Karadgekar -
Satya Kinkar Bandopadhyaya -
Satyasheel Deshpande -
Sawai Gandharva -
Shaila Datar -
Shalmalee Joshi -
Sharad Gokhale -
Sharad Kumar -
Sharafat Hussain Khan -
Sharan Rani -
Sharatchandra Arolkar -
Shaunak Abhisheki -
Shivkumar Sharma -
Shivrambuwa Vaze -
Shobha Gurtu -
Shruti Sadolikar -
Shubha Mudgal -
Siddeshwari Devi -
Siyaram Tiwari -
Sohan Singh -
Sudhakar Karandikar -
Sukhendu Goswami -
Sumati Mutatkar -
Sunanda Patnaik -
Sundara Bai Ji -
Suresh Haldankar -
Sureshbabu Mane -
Sushila Tembe -
Swami Vallabhadasa -
T.D. Janorikar -
Tansen Pande -
Tarapada Chakrabarty -
Uday Bhawalkar -
Ulhas Kashalkar -
Ummeed Ali Khan -
Umrao Bundu Khan -
Umrao Khan -
V.N. Thakur -
V.R. Athavale -
Vasantrao Deshpande -
Veena Sahasrabuddhe -
Vidushi Padmavathi Shaligram -
Vidushi Shobha Gurtu -
Vilayat Hussain Khan “Pranpiya” -
Vilayat Khan -
Vinayakrao Patwardhan -
Vishmadev Chatterjee -
Vishmadev Chattopadhyay -
Vishwa Mohan Bhatt -
Voleti Venkatesvarulu -
Warren Senders -
Yashwant Sadashiv Pandit (Mirashibuwa) -
Yeshwantbuwa Joshi -
Yeshwantrai Purohit -
Younus Hussain Khan -
Yusuf Ali Khan -
Zahida Parveen -
Zia Mohiuddin Dagar -

### Algemeen
- Hindustani music
- Classical Hindustani music

### Opleidingen
- Bansuri website